# 賀飛
賀飛（1989年2月1日—），中國大陸演員和模特兒。

## 生平
因賀飛在《同流合烏》受到香港電影導演雲翔的演技肯定，而續聘他擔任《三十立》的男主角。

## 演出經歷

### 電視劇
| 年份   | 剧名     | 角色         | 备注 |
| 2012年 | 火線英雄 | 程鹏         |      |
| 2014年 | 犀利仁師 | 弘文學院學生 |      |
| 2016年 | 幻城     | 流月         |      |

### 電影
| 年份   | 剧名     | 角色   | 备注 |
| 2016年 | 同流合烏 | 高勁軒 |      |
| 2017年 | 三十立   | 楊可   |      |

## 書籍
- . Artwalker. 2014 （中文（繁體））.

## 外部連結
- 賀飛的Facebook專頁
- 賀飛的新浪微博
- 賀飛在互联网电影资料库（IMDb）上的資料（英文）